# کوایچی کاواکیتا
کوایچی کاواکیتا (انگلیسی: Kōichi Kawakita؛ ۵ دسامبر ۱۹۴۲ – دسامبر ۵, ۲۰۱۴ (سن ۷۲)) کارگردان فیلم اهل ژاپن بود.